# Эпиксий
Эпиксий — персидский сатрап Верхней Фригии в V веке до н. э.
О персидском сатрапе Фригии Эпиксии сообщает только Плутарх — при описании биографии афинского государственного деятеля и военачальника Фемистокла. После своего изгнания из родного полиса он нашёл прибежище у персидского царя. Эпиксий задумал покушение на жизнь Фемистокла, подговорив на это нескольких писидийцев. Во время поездки к морю афинянин во сне увидел Кибелу, предостерегавшую от встречи с львиной головой. Поэтому он изменил свой путь, чтобы миновать имевший такое название город Леонтокефал. Пытавшиеся убить Фемистокла наёмники Эпиксия были схвачены. В благодарность за своё спасение Фемистокл воздвиг в честь предупредившей его богини в Магнесии-на-Меандре храм, жрицей которого сделал свою дочь Мнесиптолему.